# Acanthoscurria minor
Acanthoscurria minor é uma espécie de aranha pertencente à família Theraphosidae (tarântulas).